# 趙元禮
趙元禮（1868年—1939年），字幼梅，一字體仁，直隸天津人。中國詩人、書法家，政治人物。

## 生平
清朝光緒年間，趙元禮五次應試不中。20歲起，開始以教私人家學為生，曾為李叔同的詞賦老師。
1897年，被聘为北洋大学堂附设津榆铁路学堂中国教习。
中華民國成立後，轉入實業界。曾任直隸省銀行監理官，直隸省中華民國第二屆國會參議員，中國紅十字會天津會長。
趙元禮長於詩文、書法。在書法方面，趙元禮專工蘇體，與華世奎、孟廣慧、嚴修並稱「津門四大家」。其詩文曾獲李慈銘、陳三立等人贊賞，與嚴修、王守恂並稱「天津近代詩壇三傑」。趙元禮常在星二社、儔社、城南詩社等詩社與詩友唱和。其中，城南詩社為他與嚴修、林墨青、金息侯、王守恂等人籌設，加入者多達百餘人。